# Careproctus tricapitidens
Careproctus tricapitidens es un pez de la familia Liparidae.
Esta especie marina vive entre los 662 y 1120 metros de profundidad. Habita en el océano Antártico, más específicamente en el estrecho de Bransfield.
Careproctus vladibeckeri fue descubierta por Anatoly Petrovich Andriashev y Stein en 1998.

### Lectura recomendada
- Txernova, N. V.; Stein, D. L.; Andriàixev, A. P «Family Liparidae (Scopoli, 1777) snailfishes» (en inglés). California Academy of Sciences Annotated Checklists of Fishes, 31, 72, 2004.